# کایت (هندسه)

یک کایت و دایرهٔ محاطی آن

در هندسه اقلیدسی یک کایت(kite) چهارضلعی محدّبی است که دو ضلع مجاور برابر داشته باشد. یعنی برخلاف متوازی‌الأضلاع که دو ضلع روبه‌روی برابر دارد. این چهارضلعی مانند بادبادکی است که در آسمان پرواز می‌کند و به همین دلیل این‌گونه نام‌گذاری شده‌است.

## حالت ویژه
- اگر تمام چهار لبهٔ یک کایت درازای یکسان داشته باشند (چندضلعی متساوی الاضلاع)، آنگاه آن کایت، خود، یک لوزی است.
- اگر تمام زاویه‌های یک کایت با هم برابر باشد، آنگاه آن کایت، خود، یک مربع است.
- در میان همهٔ چهارضلعی‌ها تنها شکلی که بیشترین نسبت پیرامون به قطر را دارد، یک کایت با قطرهای متساوی است که زاویه‌های π/۳ و ۵π/۱۲ و ۵π/۶ و ۵π/۱۲ داشته باشد.[۱]

## مساحت
در همهٔ بادبادک‌ها قطرها بر هم عمودند و یکی دیگری را دو نیم می‌کنند و البته نیمساز زاویه‌های روبرو هم هست. پس عمود منصف قطر دیگر است. مساحت یک کایت برابر است با نصف حاصل ضرب دو قطر آن:
پس اگر هر یک از قطرهای کایت طولی برابر با p و q داشته باشند و مساحت کایت را K بنامیم، آنگاه:
{\displaystyle K={\frac {p\cdot q}{2}}.}
اگر طول ضلع‌های روبروی کایت را داشته باشیم که به ترتیب a و b باشد و θ زاویهٔ میان دو ضلع نابرابر، آنگاه مساحت چنین بدست می‌آید:
{\displaystyle \displaystyle K=ab\cdot \sin {\theta }.}
یادآوری می‌شود با کشیدن دو قطر کایت دو مثلث متساوی‌الساقین پدید می‌آید در نتیجه چون زاویه‌های دو ساق مثلث با هم برابر اند پس زاویه‌های روبرو در کایت هم با هم برابر اند.